# Vénus Anadyomène

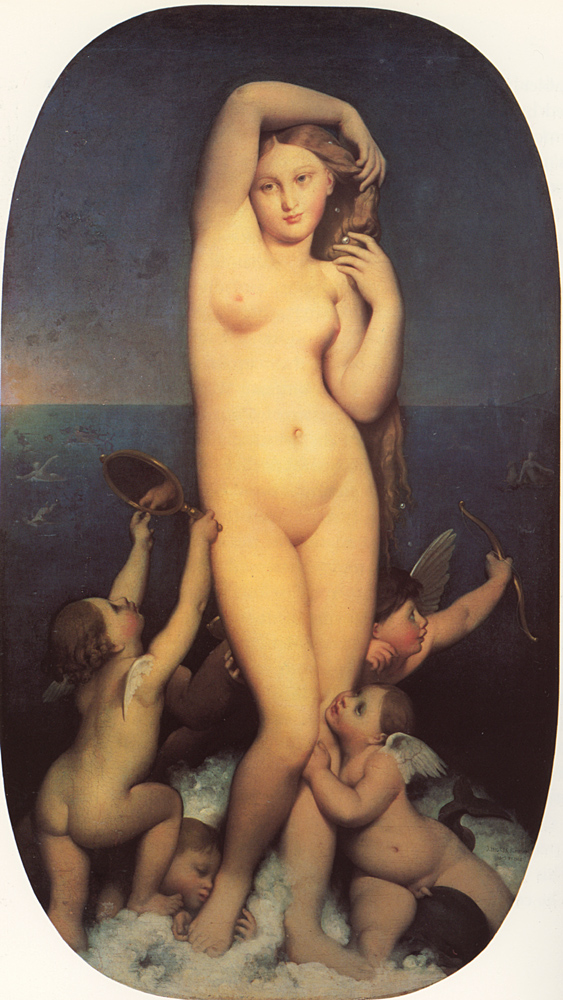

Venuše Anadyoméné (francouzsky Vénus Anadyomène) je obraz od francouzského malíře Jeana Augusta Dominiqua Ingrese z r. 1848. Malíř se však tematikou tohoto plátna zabýval již od r. 1808, kdy vznikla kresba s tímto námětem. Obraz dosvědčuje vliv Raffaela i Botticelliho kompozice Zrození Venuše z r. 1489, která je dnes ve Florencii v galerii Uffizi a kterou Ingres docela určitě znal.
Na Ingresově obraze má Venuše ideální tělo, křehké, a hlavu má do oválu. Celou scénu prostupuje tajemný, jakoby mysteriózní charakter. Venuši doprovázejí malí putti kteří leží u jejích nohou a rodí se z věčné mořské pěny. Za nimi se rozkládá věčná mořská scenérie, kterou doprovází úsvit. Také si můžeme všimnout jakýchsi mořských tritónů, kteří se prohánějí vodou. Tento obraz ovlivnil malířská zpracování jiných verzí Zrození Venuše, například obrazy od Cabanela, Bouguereaua nebo Gérôma.
Je k vidění v Chantillách, v Musée Condé.